# Qalʿat Salah ed-Din
Qal’at Salah ed-Din (arabisch قلعة صلاح الدين, DMG Qalʿat Ṣalāḥ ad-Dīn; auch Qalʿat Ṣahyūn, Château de Saône oder Saladinsburg) ist eine Burg in Syrien. Seit 2006 ist die Saladinsburg Teil der gemeinsamen UNESCO-Welterbestätte „Krak des Chevaliers und Qal’at Salah ed-Din.“

## Lage
Die Saladinsburg liegt am Westhang des Dschebel Aansariye, eines allmählich von der Mittelmeerküste ansteigenden Bergmassivs, etwa 30 Kilometer östlich von Latakia. Die Straße durchquert 5 Kilometer vorher al-Haffe; der nächste größere Ort im Osten ist Slinfah. Der Burghügel ist von einem Schutzgebiet mit Kiefernhochwald umgeben.

## Geschichte

### Byzantiner und Araber
Eine erste Burganlage bestand bereits im 10. Jahrhundert. Urkundlich belegt ist die Eroberung der Burg durch den byzantinischen Kaiser Johannes I. Tzimiskes, der sie den Hamdaniden von Aleppo im Jahr 975 entriss. Die Burg war strategisch günstig gelegen, da sie die Straße von der Hafenstadt Latakia ins Orontestal und nach Aleppo beherrschte. Unter den Byzantinern wurde die Burg zu einer bedeutenden Festungsanlage ausgebaut. Sie verfügte über kleine Rundtürme, die aus der Mauerflucht der Ringmauer hervorragten. An der gefährdeten Ostseite gab es vier parallel verlaufende Mauern von einer Seite des Burgberges zur anderen. In der Mitte des Burghügels gab es eine rechteckige Kernburg mit quadratischen Vorsprüngen aus kleinformatigen Steinen.

### Kreuzfahrer
1108 fiel die Burg an die Kreuzfahrer unter Tankred von Antiochia, der sein Herrschaftsgebiet in heftigen Kämpfen ausgedehnt hatte. Tankred vergab sie als Lehen 1119 an Robert von Sahyun, einem seiner hochrangigen Gefolgsleute. Die Burg wurde zum Zentrum eines bedeutenden Herrschaftsgebietes. Bei Kämpfen um die zu seinem Besitz zählende Stadt Zerdana wurde Robert noch im gleichen Jahr gefangen genommen und hingerichtet. Seine Schädeldecke soll sich Atabeg Tugtakin als Trinkschale in Gold haben fassen lassen (Schädelbecher). Roberts Lehen übernahm sein Sohn Wilhelm, der damit zum bedeutendsten Vasallen des Fürstentums Antiochia wurde.

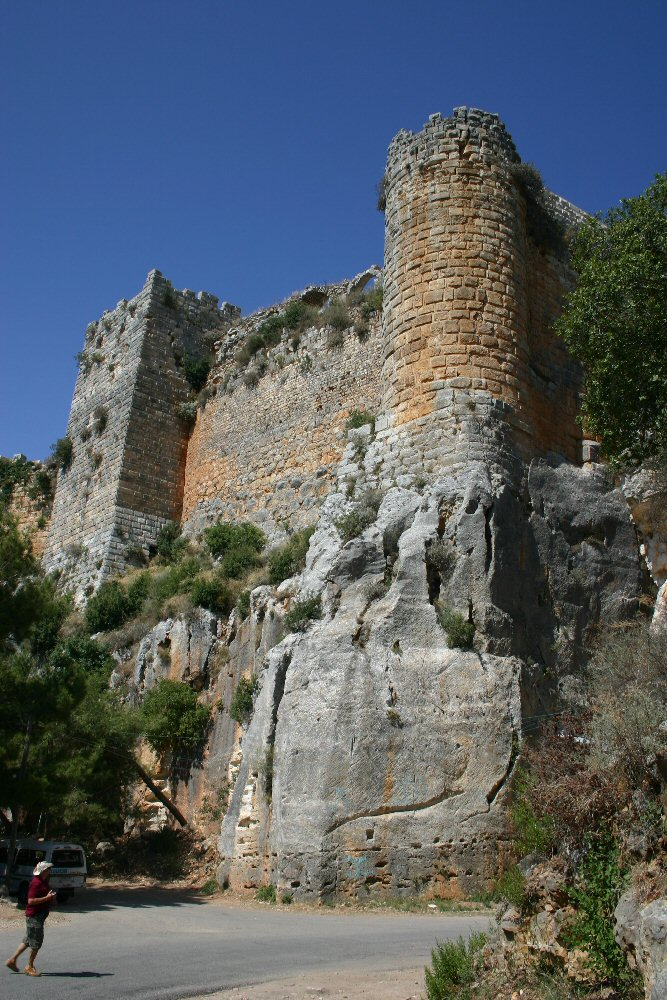
Südostbastion

Die Einkünfte aus seinem Herrschaftsgebiet ermöglichten es Wilhelm, die Burg in großzügiger Weise auszubauen. Ist für andere Kreuzfahrerburgen der Zeit typisch, dass kostengünstig und schnell gebaut wurde, begegnet uns in der fränkischen Anlage eine sehr sorgfältig errichtete Burg. Es wurde eine große Anzahl von sehr sachkundigen Arbeitskräften eingesetzt und sorgfältig zugerichtete Bossensteine verwendet. Der Donjon an der Ostseite der Burg besteht zum Teil aus außergewöhnlich großen, gut zugehauenen und bis zu vier Meter langen Bossensteinen. Der am meisten beeindruckende Teil der Burg ist aber der große Graben. Über eine Länge von 130 m, eine Breite von 20 m und eine Tiefe von 28 m wurde er in den Felsen gehauen. Nur eine Felsspitze, die einen Brückenpfeiler zum Osttor trug, ließ man stehen. An der gefährdeten Südseite wurde eine neue, mit viereckigen Türmen versehene Mauer errichtet. Hier lässt sich der Einfluss der byzantinischen Festungsbaukunst nachweisen. Türme und Wehrgänge auf den Mauern sind nicht miteinander verbunden, so dass sie sich einzeln verteidigen ließen.

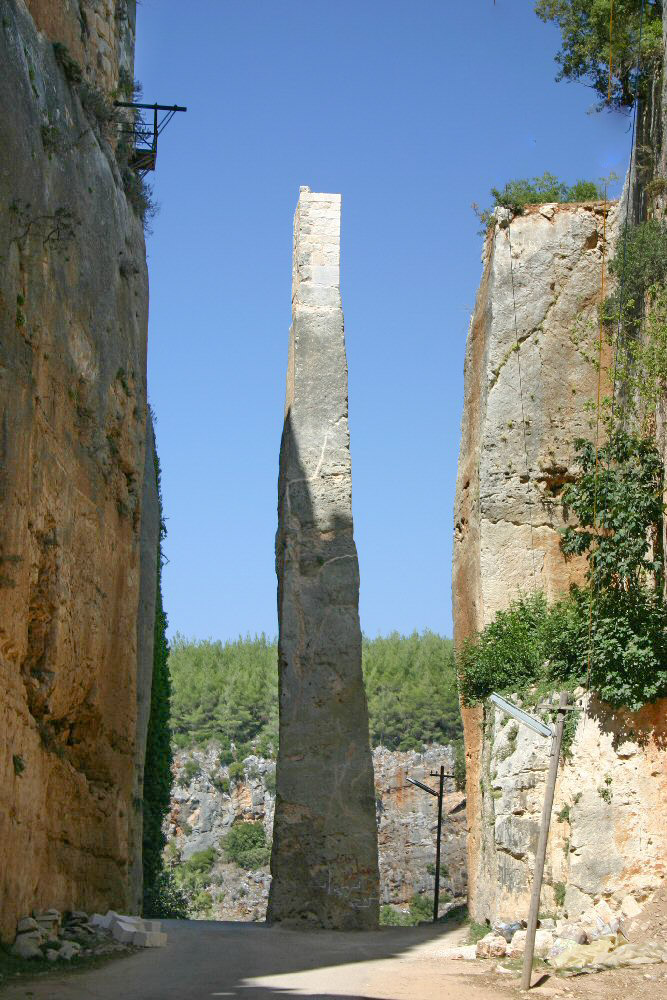
Burggraben mit Felsnadel als Brückenauflage

Neben dem Tor am großen Graben verfügte die Burg über drei weitere Tore. Das östliche Tor ist durch zwei flankierende Halbrundtürme, eine Zugbrücke und  den Graben geschützt. Die Konstruktion der anderen Tore, versetzte Zwingertore, ist der byzantinischen Festungsbaukunst entlehnt.

### Ayyubiden und Mamluken
Nach dem Sieg bei Hattin 1187 unternahm der Ayyubidensultan Saladin 1188 einen groß angelegten Feldzug nach dem Libanon und Syrien. Um Antiochia einnehmen zu können, belagerte er zunächst Sahyun. Am 24. Juli 1188 stand er mit seinem Heer und sechs Wurfmaschinen vor der Burg. Zwei Wurfmaschinen wurden an der nordöstlichen Ecke und die vier weiteren an der Südseite der Burg aufgestellt. Am 25. Juli begann der Beschuss mit Steinkugeln. Ausfälle der Belagerten waren nicht erfolgreich. Bereits am 26. Juli begannen die Mauern nachzugeben. Durch Breschen drangen Saladins Soldaten in die Burg ein. Die Franken zogen sich in den oberen Teil der Burg zurück. In ihrer aussichtslosen Lage willigten sie in eine Kapitulation ein. Nach der Zahlung eines Lösegelds konnte die Familie des Grafen die Burg verlassen. Graf Wilhelm von Sahyun selbst (ein Nachfahre des o. g. Wilhelm) wurde nach Damaskus gebracht und hingerichtet. Der Grund für das schnelle Fallen der gewaltigen Burg war das Fehlen einer ausreichenden Besatzung.
Saladin vergab die Burg an die Familie des Emirs Nasir ad-Din Mankawar. Unter Emir Mankawar wurden die Schäden der Belagerung repariert. An der Nordostecke kann man die Ausbesserungen noch heute erkennen. Weitere Bauten aus der ayyubidischen Zeit sind Überreste eines Bades.
1272 nahm der Mamlukensultan Baibars die Anlage in Besitz. 1280, in einer Zeit schwerer Kämpfe gegen die Mongolen, erlangte der Mamluken-Emir Sunqur al-Achqar den Besitz der Burg und errichtete sich hier eine unabhängige Herrschaft. 1287 eroberte Sultan Qalawun die Burg für das ägyptische Mamlukenreich zurück. Die erhaltenen Reste der Moschee stammen aus der Zeit Qalawuns.